# Clara Bryant
Clara Elise Bryant (Glendale, 7 februari 1985) is een Amerikaanse voormalige actrice en advocaat. Ze is vooral bekend om haar rollen als Amy in Under Wraps en Tru Walker in Tru Confessions. Ze is een alumina van de University of Georgia School of Law. De horrorfilm Bone Eater was Clara's laatste acteerproject. Na haar acteerpensioen in 2007 ging Clara door met rechten studeren. Hedendaags is Clara Bryant advocaat in Atlanta, Georgia.

## Filmografie en televisie
- Billy (1992) - tv-serie
- Once in a Lifetime (1994)
- Leslie's Folly (1994)
- Under Wraps (1997) - tv-film
- Buffy the Vampire Slayer (2002-2003) - tv-serie
- Tru Confessions (2002)
- Due East (2002)
- Bone Eater (2007)